# Марченко, Пётр Петрович
Пётр Петро́вич Ма́рченко (род. 2 января 1948 года) — российский политический деятель.
Депутат Ставропольской краевой думы (15 декабря 2011 — 30 сентября 2021). Глава администрации Ставропольского края (20 июля 1995 — 28 ноября 1996).

## Биография
Родился в селе Шпаковское. Получил образование в Ростовском инженерно-строительном институте (1972) и Ставропольском институте кооперации (2002); работал в Шпаковском ДСК в должностях от прораба до директора.
С 1974 по 1989 год — зам. начальника управления строительства в городе Минеральные Воды.
С 1989 по 1991 год — председатель исполнительного комитета Ставропольского городского совета народных депутатов.

### В администрации Ставропольского края
С 1991 по 1995 год — заместитель, первый заместитель главы администрации Ставропольского края.

### Глава администрации Ставропольского края (1995—1996)
В июле 1995 года назначен главой администрации Ставрольского края. С января по октябрь 1996 по должности входил в состав Совета Федерации, был членом Комитета Совета Федерации по международным делам. В 1996 году был председателем Общественно-политического координационного Совета в поддержку Бориса Ельцина на пост Президента РФ.
В октябре 1996 года баллотировался на пост губернатора Ставропольского края при поддержке партий НДР и ЛДПР, но избран не был.

### Полномочный представитель президента
30 декабря 1996 года президент Российской Федерации Борис Ельцин назначил Марченко полномочным представителем в Республике Адыгея, Республике Дагестан, Кабардино-Балкарской Республике, Карачаево-Черкесской Республике и Ставропольском крае.
В 1997 году институт полномочных представителей Президента в субъектах РФ был преобразован в институт полномочных представителей Президента в регионах Российской Федерации. В том же году Марченко был переназначен на пост полномочного представителя Президента РФ на Северном Кавказе.
15 февраля 1999 года освобожден от должности по собственной просьбе.

### Дальнейшая карьера
С 1999 по 2004 год работал заместителем директора департамента совместного предприятия «Базальт — Инвест» в Ставропольском крае и заместителем генерального директора ООО «СТАР».
С 2004 по 2005 год работал главным федеральным инспектором по Карачаево-Черкесской Республике аппарата полпреда президента в Южном федеральном округе.
С 2005 по 2011 год работал федеральным и главным федеральным инспектором по Ставропольскому краю аппарата полпреда президента в Южном и Северо-Кавказском федеральных округах.
На выборах депутатов Думы Ставропольского края пятого созыва 4 декабря 2011 года был избран депутатом Думы Ставропольского края от партии «Единая Россия». В думе избран председателем комитета по безопасности, межпарламентским связям, ветеранским организациям и казачеству. Член фракции «Единая Россия».
18 сентября 2016 года переизбран на второй срок.
Имеет классный чин государственной гражданской службы — действительный государственный советник Российской Федерации 3 класса.

## Награды
Награждён орденами Почёта, Дружбы народов, Давида Строителя; медалью «Герой труда Ставрополья» и другими государственными наградами Российской Федерации и Ставропольского края.

## Общественное признание
В 2019 году П. П. Марченко присвоено звание «Почётный гражданин Ставропольского края».